# DDR-Oberliga 1984-1985
L'edizione 1984-85 della DDR-Oberliga è stato il trentottesimo campionato calcistico di massimo livello in Germania Est.

## Avvenimenti
Il torneo, iniziato il 18 agosto 1984, vide all'avvio le due protagoniste nella lotta al vertice di quel periodo, la Dinamo Dresda e la Dinamo Berlino, comandare la classifica restando appaiate a punteggio pieno per cinque turni. Alla sesta giornata la Dinamo Berlino assunse il comando della classifica mantenendo il punteggio pieno fino all'ottava giornata, in cui la squadra subì la sua prima sconfitta stagionale favorendo il sorpasso della Dinamo Dresda. Nel turno successivo la Dinamo Berlino riuscì a riagganciare i rivali. Nelle ultime due giornate del girone di andata la Dinamo Dresda, finora imbattuta, totalizzò un solo punto favorendo il sorpasso dei rivali di Berlino che conclusero a +2 sulla seconda.
Il girone di ritorno fu una passerella per la Dinamo Berlino che si portò a +3 alla quindicesima giornata e a +6 alla ventiduesima: grazie a questo vantaggio il risultato dello scontro diretto giovato alla ventitreesima (2-1 per la Dinamo Dresda) non influì in maniera rilevante sulla classifica dato che la Dinamo Berlino totalizzò punteggio pieno nelle ultime tre giornate, assicurandosi il titolo con una giornata di anticipo grazie ad una roboante vittoria (8-0) contro un Motor Suhl già retrocesso.
In zona UEFA il Wismut Aue poté beneficiare del posto lasciato libero dalla Dinamo Dresda, vincitrice della coppa nazionale. A fondo classifica il Motor Suhl non seppe rimediare al pessimo girone di andata (in cui ottenne un solo punto) totalizzando quattro punti dopo il giro di boa. Ad accompagnare la squadra in DDR-Liga fu il Sachsen Lipsia, arresosi all'ultima giornata.

## Classifica finale
|  |     | DDR-Oberliga 1984-85 | Pt | G  | V  | N  | P  | GF | GS | DR  |
|  | --- | -------------------- | -- | -- | -- | -- | -- | -- | -- | --- |
|  | 1.  | BFC Dynamo           | 44 | 26 | 20 | 4  | 2  | 90 | 28 | +62 |
|  | 2.  | Dinamo Dresda        | 38 | 26 | 15 | 8  | 3  | 69 | 34 | +35 |
|  | 3.  | Lokomotive Lipsia    | 38 | 26 | 17 | 4  | 5  | 55 | 26 | +29 |
|  | 4.  | Wismut Aue           | 32 | 26 | 12 | 8  | 6  | 38 | 33 | +5  |
|  | 5.  | Magdeburgo           | 31 | 26 | 11 | 9  | 6  | 53 | 35 | +18 |
|  | 6.  | Rot-Weiß Erfurt      | 30 | 26 | 10 | 10 | 6  | 47 | 39 | +9  |
|  | 7.  | Carl Zeiss Jena      | 25 | 26 | 9  | 7  | 10 | 36 | 27 | +9  |
|  | 8.  | Vorwärts Francoforte | 22 | 26 | 7  | 8  | 11 | 41 | 38 | +3  |
|  | 9.  | Karl-Marx-Stadt      | 21 | 26 | 7  | 7  | 12 | 39 | 48 | -9  |
|  | 10. | Hansa Rostock        | 26 | 26 | 6  | 9  | 11 | 37 | 51 | -14 |
|  | 11. | Stahl Brandeburgo    | 20 | 26 | 5  | 10 | 11 | 25 | 39 | -14 |
|  | 12. | Stahl Riesa          | 20 | 26 | 6  | 8  | 12 | 29 | 55 | -26 |
|  | 13. | Chemie Lipsia        | 18 | 26 | 4  | 9  | 13 | 26 | 56 | -30 |
|  | 14. | Motor Suhl           | 5  | 26 | 1  | 3  | 22 | 16 | 92 | -76 |

### Verdetti
- Dinamo Berlino campione della Germania Est 1984-85. Qualificato in Coppa dei Campioni 1985-86.
- Dinamo Dresda qualificata in Coppa delle Coppe 1985-86
- Lokomotive Lipsia, Wismut Aue qualificate in Coppa UEFA 1985-86
- Chemie Lipsia e Motor Suhl retrocesse in DDR-Liga.

### Squadra campione

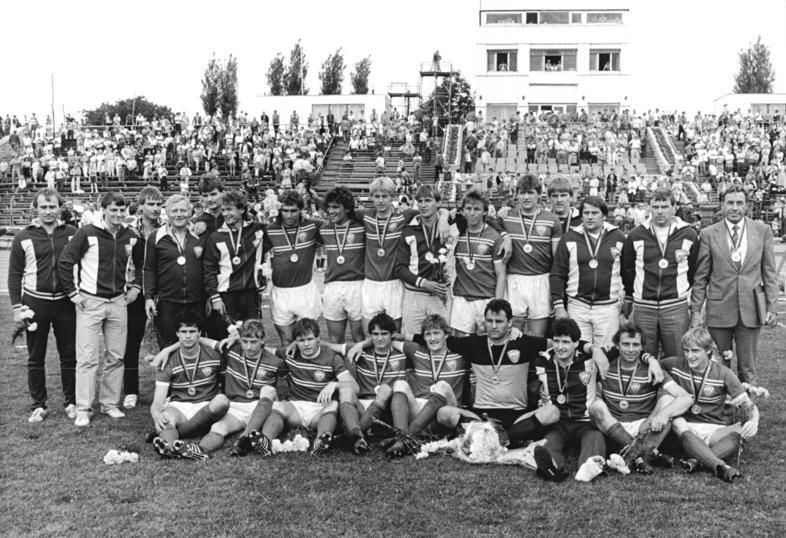
La Dinamo Berlino festeggia il suo settimo titolo consecutivo.

## Record

### Capoliste solitarie
- 6ª-7ª giornata:  BFC Dynamo
- 8ª giornata:  Dinamo Dresda
- 12ª-26ª giornata:  BFC Dynamo

### Club
- Maggior numero di vittorie:  BFC Dynamo (20)
- Minor numero di sconfitte:  BFC Dynamo (2)
- Migliore attacco:  BFC Dynamo (90 reti fatte)
- Miglior difesa:  Carl Zeiss Jena (27 reti subite)
- Miglior differenza reti:  BFC Dynamo (+62)
- Maggior numero di pareggi:  Stahl Brandeburgo e  Rot-Weiß Erfurt (10)
- Minor numero di pareggi:  Motor Suhl (3)
- Maggior numero di sconfitte:  Motor Suhl (22)
- Minor numero di vittorie:  Motor Suhl (1)
- Peggior attacco:  Motor Suhl (16 reti fatte)
- Peggior difesa:  Motor Suhl (92 reti subite)
- Peggior differenza reti:  Motor Suhl (-72)

### Classifica cannonieri
|  | Gol | Marcatore        | Squadra       |
|  | --- | ---------------- | ------------- |
|  | 24  | Rainer Ernst     | BFC Dynamo    |
|  | 22  | Frank Pastor     | BFC Dynamo    |
|  | 18  | Joachim Streich  | Magdeburgo    |
|  | 17  | Torsten Gütschow | Dinamo Dresda |
|  | 14  | Andreas Thom     | BFC Dynamo    |
|  |     |                  |               |